# Kauwa Ban Kataiya
Kauwa Ban Kataiya – gaun wikas samiti w środkowej części Nepalu w strefie Narajani w dystrykcie Parsa. Według nepalskiego spisu powszechnego z 2001 roku liczył on 513 gospodarstw domowych i 3638 mieszkańców (1775 kobiet i 1863 mężczyzn).